# Michel Dimitri Calvocoressi
Michel Dimitri Calvocoressi, né à Marseille le 2 octobre 1877 et mort à Londres le 1er février 1944, est un écrivain, traducteur, musicologue et critique musical franco-britannique, né de parents grecs, sa mère étant née à Marseille dans une famille ayant fui le massacre de Chios de 1822.

## Biographie
Michel Dimitri Calvocoressi naît à Marseille le 2 octobre 1877, de parents grecs,,.
Il fait des études classique au lycée Janson-de-Sailly à Paris, puis à la faculté de droit, avant de se tourner vers les sciences sociales et la musique, travaillant notamment l'harmonie auprès de Xavier Leroux, bien qu'il ait principalement été un autodidacte,,. Il a aussi reçu des leçons privées d'André Caplet.
À compter de 1902, il fait carrière comme critique musical et correspondant musical de divers périodiques anglais, américains, allemands et russes.
Polyglotte, Calvocoressi se spécialise à partir de 1904 dans la traduction de textes de mélodies, de livrets d'opéra et de livres, dans des langues comme le russe et le hongrois, et en français et en anglais.
À partir de 1906, il publie des ouvrages sur la musique et plusieurs biographies de grands compositeurs, dont Liszt (1906), Glinka (1911), Schumann (1912) et Moussorgski (édition révisée et posthume en 1946),,.

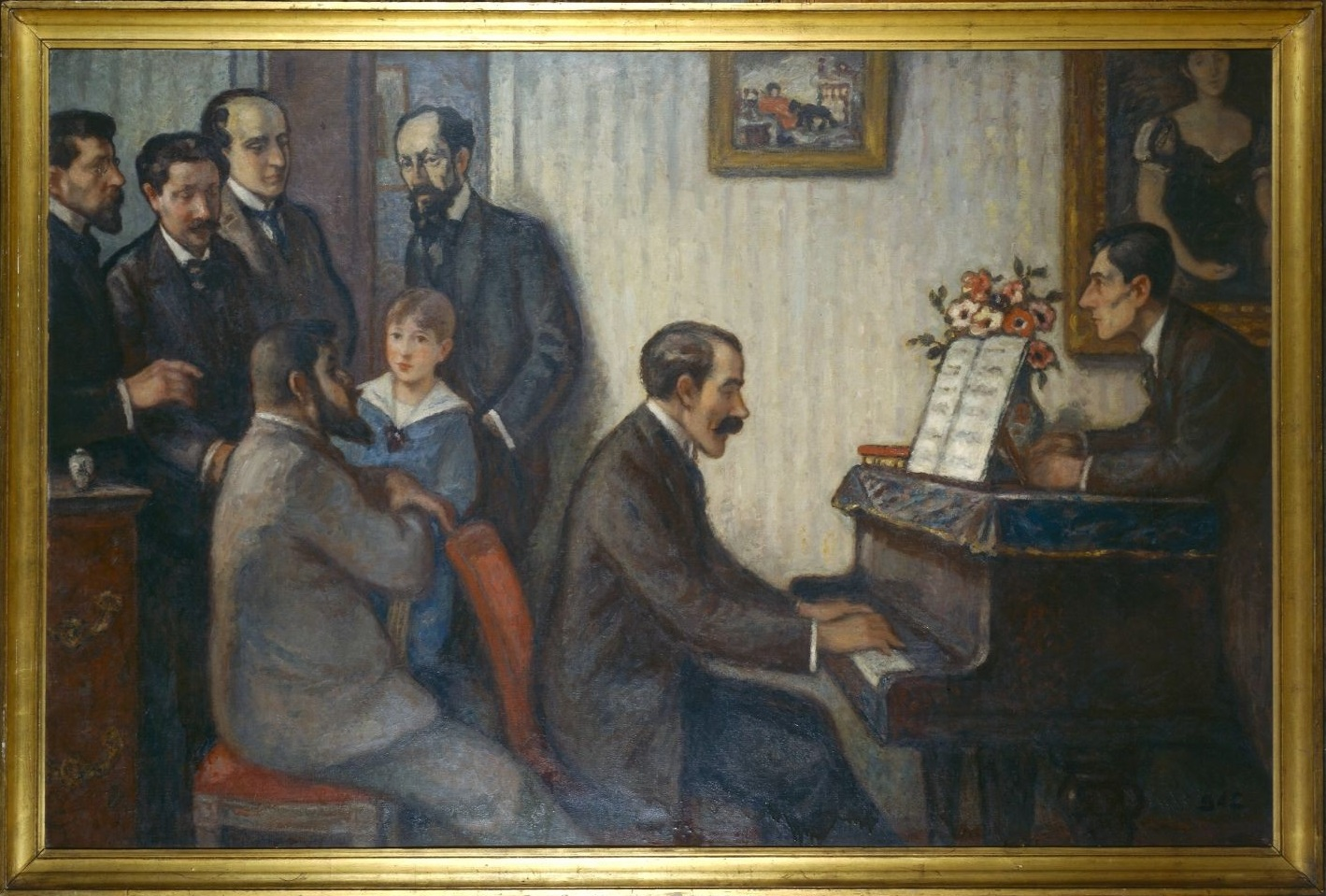
Georges d'Espagnat : Réunion de musiciens chez M. Godebski (1910, Paris, Bibliothèque-musée de l'Opéra), tableau qui pourrait s'appeler « Cipa et ses amis Apaches ».

Il est longtemps fixé à Paris, où il enseigne à l'École des hautes études sociales de 1905 à 1914, et où il fait partie du cercle ravélien des Apaches de 1902 à 1914. Chronologiquement, il fut, dès 1904, l’un des premiers critiques musicaux à parler longuement de la musique de Maurice Ravel et à en faire l’éloge. Il est étroitement lié à la genèse des Cinq mélodies populaires grecques de Maurice Ravel en 1904-1906 ,,,,. Claude Debussy, après un article élogieux de son ami Louis Laloy sur les Histoires naturelles de Ravel, lui en fit amicalement reproche :

« Laissez donc cela au valet de chambre Calvocoressi. »

Calvocoressi figure sur un tableau de Georges d'Espagnat de 1910 qui représente une réunion du cercle chez Cipa Godebski, autour du piano, que joue Ricardo Viñes et sur lequel est accoudé Maurice Ravel, un tableau donné à la Bibliothèque-musée de l'Opéra en 1931.
Maurice Delage, du cercle des Apaches, dresse ce portrait de Calvocoressi :

« M. D. Calvocoressi, à la fois nonchalant et rapide, qui devait servir la jeune musique par tous ses dons de critique lettré et polyglotte. Il se définissait lui-même, en abrégé : « Pas le temps. –Très épatant. –Ça n’a aucune importance ». »

.
Fervent partisan de la musique russe et maîtrisant la langue russe, il exerce une fonction de secrétaire pour Serge de Diaghilev pour les Ballets russes de 1909 au Théâtre du Châtelet. Il fournit à l'Opéra de Paris, en 1914, la version française du livret de l'opéra Le Rossignol d'Igor Stravinsky. Début 1914, il devient le co-gérant de la Revue musicale de Lyon avec Léon Vallas.
En 1914, au déclenchement de la Grande Guerre, ne pouvant servir en France en tant que sujet grec, Calvocoressi s'installe à Londres, où il travaille comme cryptographe à l'Amirauté et dans d'autres services gouvernementaux. Après la guerre, il signe de nombreuses critiques musicales pour des périodiques en français et en anglais,. Il se fait naturaliser britannique, épouse une Anglaise et écrit tous ses derniers livres en anglais.
Outre ses traductions d'opéras russes, il traduit en anglais et en français des chansons russes, allemandes et grecques. Il est également l'un des traducteurs en français des œuvres d'Edgar Poe.
En Europe occidentale, il est le principal défenseur de la partition non révisée de Boris Godounov de Moussorgski.
Michel Dimitri Calvocoressi meurt à Londres, en son domicile de Chelsea, le 1er février 1944,,.

## Ouvrages
- Franz Liszt : Biographie critique, Paris, H. Laurens, coll. « Les musiciens célèbres », 1906, 124 p. (BNF 31900795)
- La musique russe, Paris, L. de Soye et fils, 1907, 31 p. (BNF 38722189, lire en ligne)Texte d'abord paru dans le périodique Le Correspondant
- Moussorgsky, Paris, Félix Alcan, coll. « Les maîtres de la musique », 1908, 247 p. 1ère édition
- Moussorgsky, Paris, Félix Alcan, coll. « Les maîtres de la musique », 1911 (BNF 42888693) 2e édition revue et augmentée
- Glinka : Biographie critique, Paris, H. Laurens, coll. « Les musiciens célèbres », 1911, 128 p. (BNF 31900796)
- Schumann, Paris, Louis Michaud, coll. « Les écrits et la vie anecdotique et pittoresque des grands artistes », 1912, 188 p. (BNF 42888695)
- (en) The Principles and Methods of Musical Criticism, Londres, Oxford University Press-Humphrey Milford, 1923, 148 p.
- (en) Musical Taste and How to Form It, Londres, Oxford University Press-Humphrey Milford, 1925, 88 p.
- (en) The Principles and Methods of Musical Criticism, Londres, Oxford University Press-Humphrey Milford, 1931, 188 p.Nouvelle édition de celle de 1923 considérablement augmentée
- (en) Musicians gallery : Music and ballet in Paris and London: Recollections, Londres, Faber and Faber Limited, 1933, 320 p. (BNF 42888694)Important livre de souvenirs notamment sur Maurice Ravel, dates de 1932 et 1933 dans le livre
- (en) Masters of Russian Music, Londres, Duckworth, 1936, 511 p. (BNF 31900797)Livre écrit en collaboration avec Gerald Abraham
- (en) Claude Debussy, Londres, Novello, 1940Ouvrage réédité plusieurs fois
- (en) A Survey of Russian Music, Londres, Penguin Books, coll. « Pelican books », 1944, 142 p.Livre basé sur des conférences à l’Université de Glasgow en 1935
- (en) Mussorgsky, Londres, J.M.Dent, 1946, 216 p. Traduction anglaise du livre d’abord paru en français en 1908, édition complétée par Gerald Abraham, parution à titre posthume
- (en) Modest Mussorgsky : his Life and Works, Londres, Rockliff, 1956, 322 p. (BNF his Life and Works)Nouvelle édition posthume de l’ouvrage d’abord rédigé en français en 1908, préface par Ethel Calvocoressi et Gerald Abraham
- Modeste Moussorgski, Paris, Bleu nuit éditeur, coll. « Horizons », 2021, 176 p. (ISBN 978-2-35884-113-9, BNF 46697550) Réédition de l’ouvrage d’abord paru en 1908 et réédité plusieurs fois avec plusieurs traductions en langues étrangères

## Traductions
- Nicolaï Rimski-Korsakov, Principes d’orchestration : avec exemples notés, tirés de ses propres œuvres, Berlin-New York-Londres, Édition russe de musique, 1905 (BNF 39187575)Traduction du russe par Calvocoressi, livre révisé par Maximilian Steinberg, 2 volumes, volume 1 : Texte, volume 2 : Exemples musicaux, ouvrage de référence réédité à plusieurs reprises en 1914, 1921, 1922
- Valerian Svetlov, Le ballet contemporain, Paris-Saint-Pétersbourg, M. de Brunoff-R. Golicke et A. Willborg, 1912, 135 p. (BNF 43289963)Livre avec la collaboration de Léon Bakst, traduction du russe par Calvocoressi, ouvrage richement illustré
- Edgar Poe, Histoires étranges et merveilleuses, Paris, Mercure de France, coll. « Collection d'auteurs étrangers », 1914, 340 p. (BNF 31126382, lire en ligne) Traduction de l’anglais par Calvocoressi

## Principaux articles surMaurice Ravel
- « Le Quatuor à cordes en fa majeur de M. Maurice Ravel », La Revue musicale, no 8,‎ 15 avril 1904, p. 210-214 (ISSN 1763-7333, lire en ligne)
- « Les Histoires naturelles de M. Ravel et l’imitation debussyste », La Grande Revue,‎ 10 mai 1907, p. 508-515 (ISSN 2778-1836, lire en ligne)
- (en) « Maurice Ravel », The Musical Times, vol. 54, no 850,‎ décembre 1913, p. 785-787 (ISSN 0027-4666, lire en ligne)
- (en) « Maurice Ravel 1875-1937 », The Musical Times, vol. 79, no 1139,‎ janvier 1938, p. 22-24 (ISSN 0027-4666, lire en ligne)Nécrologie comportant plusieurs informations méconnues voire inédites
- « Ravel : un point d’histoire et un point d’exégèse », La Revue musicale, no 187,‎ décembre 1938, p. 226-228 (ISSN 0768-1593, lire en ligne)
- « Appendice au numéro Ravel. V », La Revue musicale, no 188,‎ janvier-février 1939, p. 16-17 (ISSN 0768-1593, lire en ligne)Utiles précisions historiques sur la genèse des dix mélodies populaires grecques dont seules cinq, Cinq mélodies populaires grecques, furent publiées par Durand en 1906 et une sixième, Tripatos, à titre posthume, par Marguerite Babaïan, détentrice du manuscrit, en supplément du numéro spécial d’Hommage à Maurice Ravel de La Revue musicale de décembre 1938
- (en) « Ravel’s Letters to Calvocoressi with Notes and Comments », The Musical Quarterly, vol. 27, no 1,‎ janvier 1941, p. 1-19 (ISSN 0027-4631, lire en ligne)Dans son article, Calvocoressi rend anonymes plusieurs noms de personnes citées par Ravel comme celui de Ricardo Viñes. Toutes les correspondances connues entre Ravel et Calvocoressi ont été publiées par Manuel Cornejo en 2018[20]
- (en) « When Ravel Composed to Order », Music and Letters, vol. 22, no 1,‎ janvier 1941, p. 54-59 (ISSN 0027-4224, lire en ligne)